# جانيس أوهارا
جانيس أوهارا (بالإنجليزية: Janice O'Hara)‏ هي لاعب كرة قاعدة أمريكية، ولدت في 30 نوفمبر 1918 في بيردستاون في الولايات المتحدة، وتوفيت في 7 مارس 2001 في تلسا في الولايات المتحدة.